# Seacroft

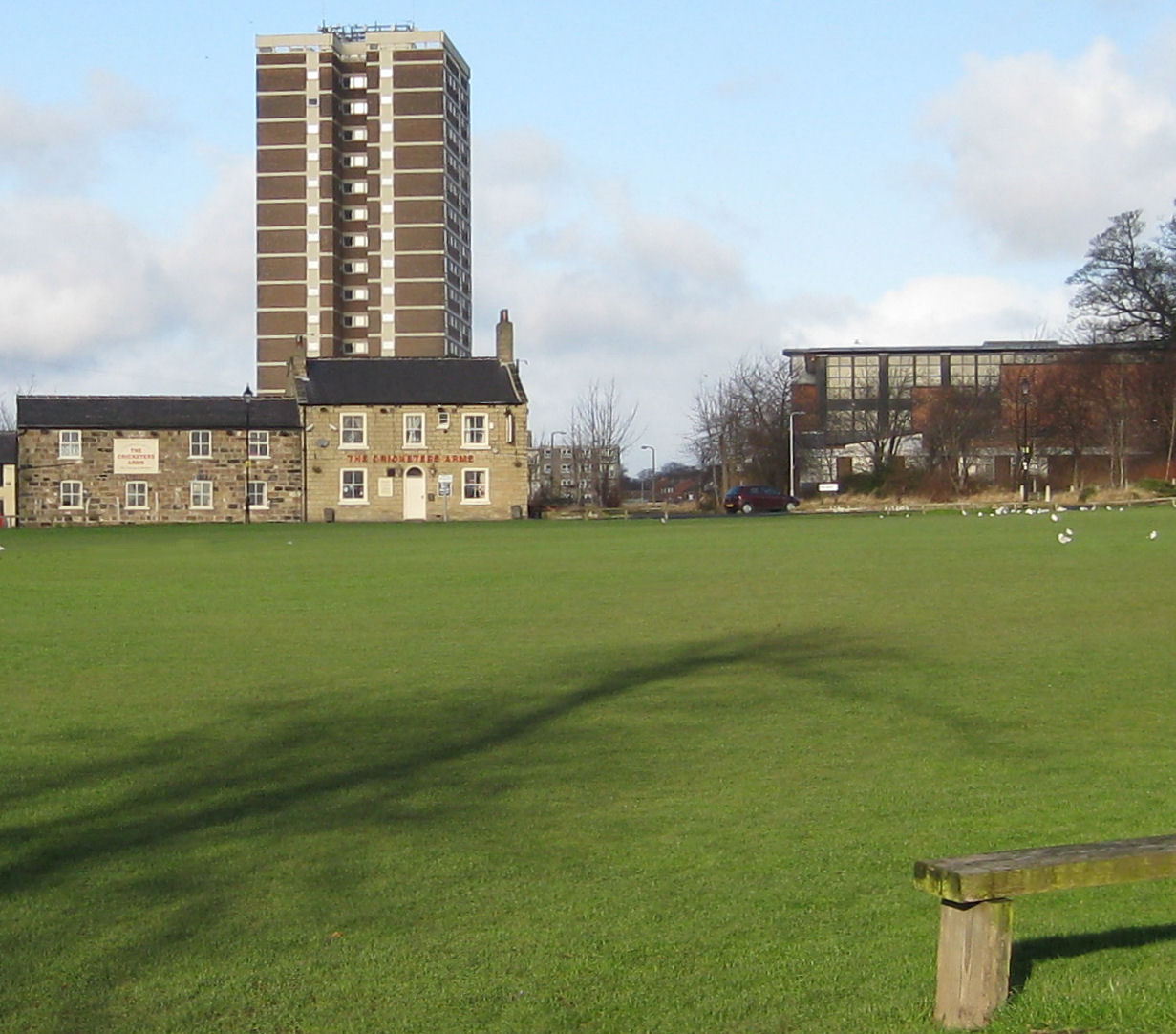
'Village Green'

Seacroft es un suburbio y municipio a las afueras de Leeds (Reino Unido), que consiste principalmente en viviendas de propiedad municipal que cubren un área extensa del este de Leeds. Fue originalmente una pequeña aldea, hasta la década de 1950, momento en que se desarrolla como área de vivienda social. Seacroft tiene una población de 18.000 habitantes. Seacroft sufre de altas tasas de delincuencia, desempleo y analfabetismo.
El nombre es usado a menudo para referirse de forma amplia a Seacroft y las áreas vecinas de Whinmoor y Swarcliffe, otros grandes complejos habitacionales del este de Leeds fusionados entre sí.
Seacroft incluye uno de los complejos de viviendas municipales más grandes del país y el segundo complejo habitacional municipal más grande de Yorkshire, después de Bransholme en Kingston upon Hull. Este último, sin embargo, formó parte del condado de Humberside desde 1974 hasta 1996. Debido a su tamaño, Seacroft a menudo es denominado ciudad. La visión original, prevista por el consejo era que sería una "ciudad dentro de los límites de la ciudad", y el Centro Cívico de Seacroft a menudo se denominaba "Centro de la Ciudad de Seacroft".

## Historia
Seacroft era una ciudad planificada de viviendas sociales, y es la segunda mayor en Yorkshire después de Bransholme en Kingston upon Hull. La visión original era que Seacroft fuera una "ciudad  satélite dentro de los límites de la ciudad". Pocas urbanizaciones de vivienda social en el Reino Unido eran tan grandes como Seacroft.

### Villa de Seacroft
La villa de Seacroft es mencionada en el libro Domesday (1086). Se encontró evidencia de antiguos habitantes durante la construcción de la finca en la década de 1950, y encontró un hacha de piedra que data del Neolítico (3500-2100 a. C.). Además, se encontraron dos monedas romanas de plata en The Green en la década de 1850.
Seacroft Village es la parte original de Seacroft, alrededor de The Green and Cricketers Arms. Seacroft Hall fue construido en el siglo XVII por la familia Shiletto incorporando amplios parques. A pesar de ser un edificio protegido, la sala fue demolida en la década de 1950. El albergue de entrada original todavía se encuentra en York Road con la escuela Parklands en South Parkway ahora ocupando la ubicación del Hall. Hay una tienda en el área que originalmente era Seacroft Village, un pequeño pueblo sin licencia, que fue construido con posterioridad a la construcción de la finca.
Seacroft Grange fue construido en 1627 para la familia Tottie y también es denominado Tottie Hall. Es un edificio catalogado de grado II, junto con sus edificios de servicio. Aunque el registro de English Heritage dice que fue reconstruido en 1837 Otras fuentes registran el edificio como original, señalando que en 1837 el nuevo inquilino John Wilson lo renombró como Seacroft Grange y colocó su escudo de armas sobre la puerta. El edificio incluía una famosa escalera de finales del siglo XVII que se cree que fue traída del Austhorpe Hall. Ahora es parte de Seacroft Grange Care Village.
Además, hay un antiguo molino de viento que no funciona, que es anterior a la finca, que se ha incorporado a un hotel (ahora conocido como Britannia Hotel Leeds).

### Desarrollo
En sus comienzos Seacroft fue un éxito, con muchas personas deseosas de mudarse al área para escapar de los Tugurios victorianos de Leeds, no obstante la situación comenzó rápidamente a deteriorarse, creció el crimen y muchos residentes de trabajo duros movidos hacia fuera, forzando al consejo a mover muchos criminales y delincuentes al área.
El centro municipal original de Seacroft consistió en muchas tiendas y tenía un supermercado de Grandways. En 1999 esto fue demolido junto con los edificios de oficinas alrededor del complejo y Tesco construyó el Seacroft Green Shopping Centre.

## Industria
En Seacroft hay un pequeño polígono industrial en Limewood Approach. Cable and Wireless tuvo allí un depósito durante muchos años, pero cerró en 2008. En el polígono tiene su sede Seacroft Waste Sorting Facility, el Ayuntamiento de Leeds tiene un gran depósito y Transco operó una pequeña instalación hasta 2008. Las grandes fábricas de Agfa y Unilever están situadas en la cercana Whinmoor.

## Educación

### Primaria
Las escuelas de educación primaria en Seacroft son:
- Escuela primaria Beechwood, Kentmere Avenue LS14 6QB
- Escuela primaria Grange Farm, Bancroft Rise LS14 1AX
- Escuela primaria católica Our Lady of Good Counsel, Pigeon Cote Road LS14 1EP
- Escuela primaria de Parklands, Dufton LS14 6ED
- Escuela primaria Seacroft Grange, Moresdale Lane, LS14 6JR

### Secundaria

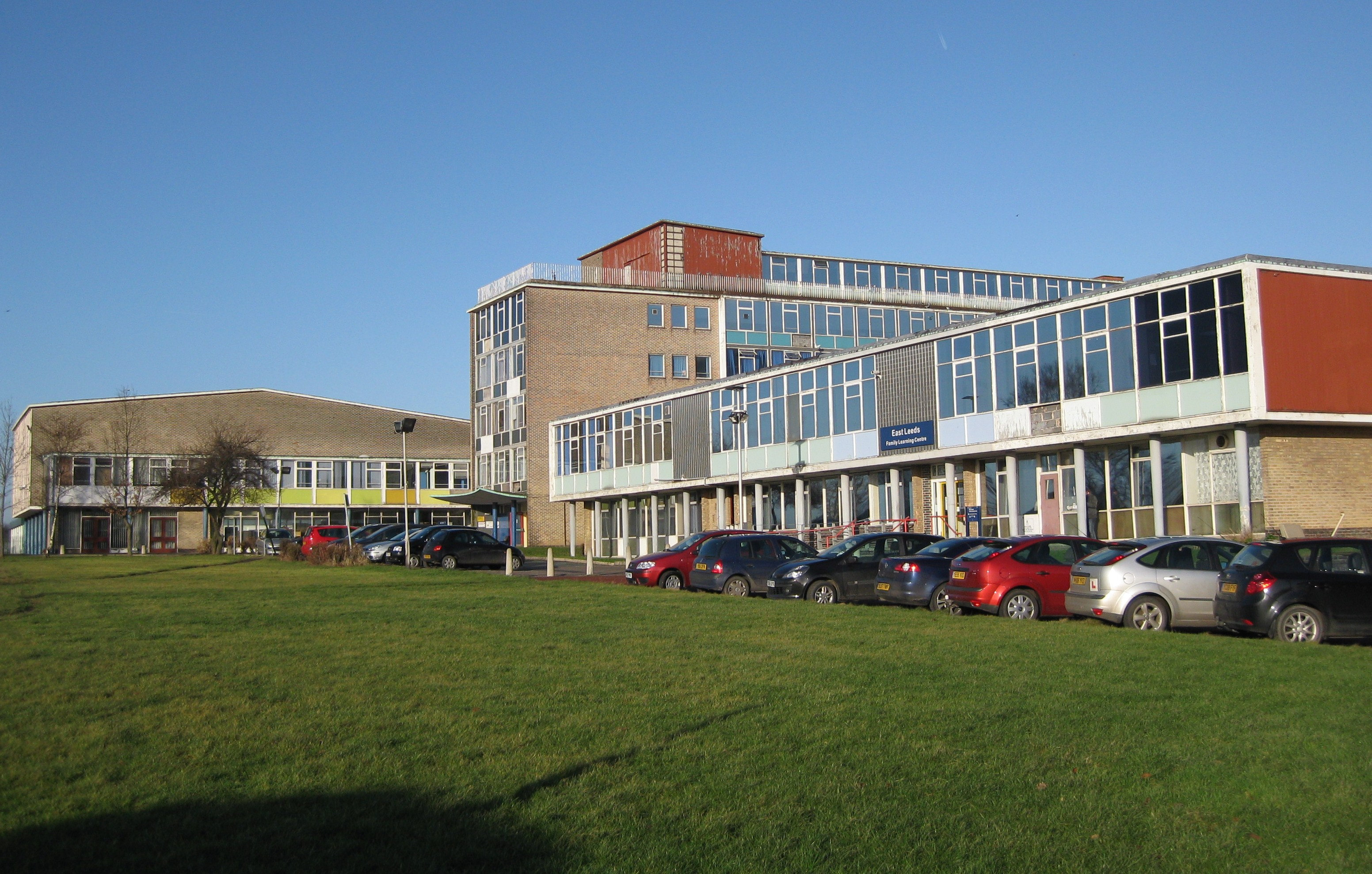
La escuela anterior de Foxwood, ahora centro de aprendizaje del este de la familia de Leeds.

La Academia Bishop Young Church of England fue inaugurada el 1 de mayo de 2017, en el edificio que acogía anteriormente a la Academia Comunitaria David Young (DYCA), fundada en 2006 y que cerró en la primavera de 2017. Llevaba el nombre de David Young, un ex obispo de Ripon. La academia Bishop Young Church of England es una academia financiada por el Estado y patrocinada por la Iglesia de  Inglaterra. 
La escuela secundaria principal en Seacroft fue Foxwood School, que posteriormente se convirtió en un centro de educación para adultos, el East Leeds Family Learning Center. Fue demolido en 2009. La escuela se usó como 'San Quentin High' en The Beiderbecke Affair. Los edificios se terminaron en 1962 y eran un complejo de edificios dispuestos en una plaza con un patio central. El edificio principal era una torre de seis pisos.

## Política
Seacroft pertenece al distrito electoral de Killingbeck & Seacroft del ayuntamiento de Leeds y al distrito electoral parlamentario de Leeds East, representado por el parlamentario laborista Richard Burgon. A partir de 2018, cuenta con tres concejales laboristas.

## Medios de comunicación locales
El periódico local de Seacroft es Yorkshire Evening Post, sin embargo, Wetherby News también se vende en el área (aunque su cobertura de noticias generalmente se detiene más allá de las áreas de Shadwell y Whinmoor). La estación de radio local de la BBC es BBC Radio Leeds. Se pueden recibir muchas otras estaciones de radio de Leeds, sin embargo, ChapelFM se ocupa específicamente de Seacroft y las áreas circundantes. Las áreas vecinas como Whinmoor a menudo se cubren en Tempo FM de Wetherby.

## Reputación
Seacroft tiene una mala reputación en Leeds. Una gran parte de la vivienda es propiedad del ayuntamiento. Los pocos trabajos disponibles tienden a ser trabajos manuales u ocasionales mal pagados. Muchas de las casas, particularmente las viviendas prefabricadas alrededor de South Parkway, han sido tapiadas y no son aptas para futuras viviendas. Esto se debe a un plan de reurbanización de la ciudad de varios millones de libras, cuyo progreso anterior se puede ver en las propiedades similares alrededor del área de Coal Road. El periodista Donal MacIntyre se ha centrado en la mala reputación de la zona. La vecina Gipton también comparte esta mala reputación. El 85,49% de las casas ocupadas en Seacroft se encuentran dentro de la tasa de impuestos municipales de Banda A (la más baja basada en el valor de las casas). Sin embargo, la imagen negativa de Seacroft fue cuestionada en 2008 por un artículo de la BBC llamado 'The Estate'.

## Salud
Seacroft posee un hospital, que fue construido entre 1893 y 1904. El hospital es el tercero más grande de Leeds. No obstante, no tiene ninguna facilidad de atención para accidentes y emergencias.

Los servicios se han trasladado del Seacroft Hospital a otros hospitales de Leeds. Muchos de los edificios están en mal estado, por lo que la autoridad sanitaria, de acuerdo con su política de concentrar todos los servicios en los hospitales de Leeds General Infirmary y St. James, considera vender las partes más antiguas del hospital para su remodelación.Referencias

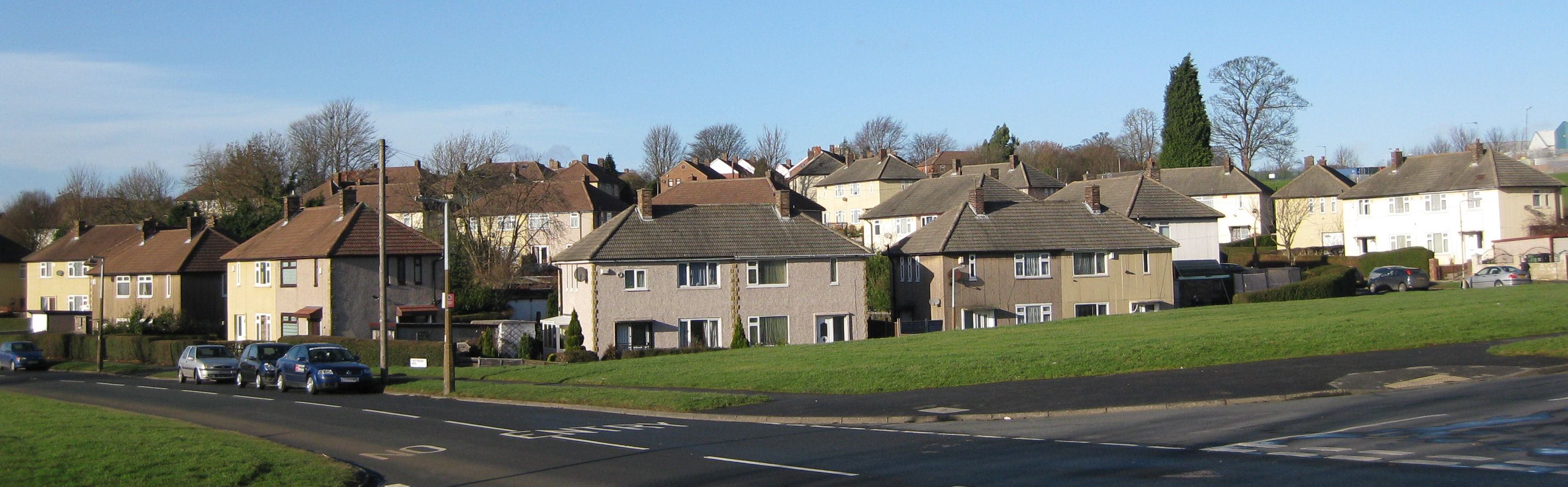
Casas en Seacroft

1. ↑  Office for National Statistics Archivado el 6 de enero de 2009 en Wayback Machine. 2001 census for Seacroft ward 17,725 on 29 April 2001
2. ↑  Leodis photographic archive Seacroft Town Centre, aerial view
3. ↑  «Seacroft | Domesday Book». opendomesday.org. Consultado el 20 de febrero de 2020.
4. ↑  Weldrake, David. «Seacroft History – Seacroft Today». Seacrofttoday.co.uk. Archivado desde el original el 2 de diciembre de 2008. Consultado el 28 de diciembre de 2008.
5. ↑  «History of the Village: Photographs (surviving buildings)». Seacroft Village Preservation Society. Consultado el 24 de septiembre de 2009.
6. 1 2  Historic England. «The Grange, The Green, Leeds (1255897)». National Heritage List for England. Consultado el 24 de septiembre de 2009.
7. ↑  Historic England. «Coach house and service range to The Grange, The Green, Leeds (1255898)». National Heritage List for England. Consultado el 24 de septiembre de 2009.
8. ↑  «Seacroft Grange: Built in the 17th century for the Tottie family – what does the future hold?». Leeds History Journal 13. ISSN 1740-5696.
9. ↑  «Archived copy». Archivado desde el original el 10 de junio de 2011. Consultado el 28 de diciembre de 2008.
10. ↑  «07/04479/FU/HW». Archivado desde el original el 20 de febrero de 2012. Consultado el 28 de diciembre de 2008.
11. ↑  «Your Councillors». democracy.leeds.gov.uk (en inglés). 20 de septiembre de 2021. Consultado el 20 de septiembre de 2021.
12. ↑  «Leeds government».
13. ↑  «The Estate» (en inglés británico). 17 de noviembre de 2008. Consultado el 20 de septiembre de 2021.
14. ↑  BBC. «Estate of the nation». www.bbc.co.uk (en inglés británico). Consultado el 20 de septiembre de 2021.
15. ↑  Steven Burt y Kevin Grady (2002) The Illustrated History of Leeds 2nd edn (Breedon Books, derby)
16. ↑  Brian Godward (2004) Los rostros cambiantes de Leeds (Sutton Publishing, Stroud)
17. ↑  «Hospital left in limbo».

- Datos: Q2736088
- Multimedia: Seacroft, West Yorkshire / Q2736088